# Aphroceras corticata
Aphroceras corticata är en svampdjursart som beskrevs av Lendenfeld 1891. Aphroceras corticata ingår i släktet Aphroceras och familjen Grantiidae. Inga underarter finns listade i Catalogue of Life.